# Kamenski (Adelsgeschlecht)
Kamenski (auch Kamensky, russisch Каменские) ist ein russisches Adels- und Grafengeschlecht, das von einem Deutschen namens Radscha abstammt, welcher unter Alexander Newski im 13. Jahrhundert nach Russland eingewandert ist.

Wappen der Familie Kamenski

Wappen von Grafen Kamenski

Bekannt gewordene Mitglieder der Familie sind:
- Michail Fedotowitsch Kamenski (1738–1809), Feldmarschall
- Nikolai Michailowitsch Kamenski (1776–1811), General im Krieg gegen die Türken und gegen Napoléon
- Sergei Michailowitsch Kamenski (1771–1834), General im Krieg gegen die Türken und gegen Napoléon.